# All Media Network
All Media Network (также известна как All Media Guide или Allrovi) — американская компания, владеющая сайтами Allmusic, Allgame, Allmovie, Sidereel и Celebified. Организация All Media Guide была основана в 1990 году поп-культурным деятелем Майклом Эрлевайном. Первым его проектом была музыкальная база данных — All Music Guide, основанная в 1991 году, немного позже, в 1994 году, он создал сайт, посвящённый кинематографии — All Movie Guide. Оба сайта функционируют до сих пор, регулярно пополняя и обновляя свою онлайн-базу. Кроме того, в 1998 году был запущен ещё один проект под названием «Allgame», который также мог предоставить пользователям обширную базу по тематике компьютерных игр. В конце 2007 года Macrovision (сейчас Rovi Corporation) приобрела компанию за 72 млн. $ и в 2013 году передала доступ недавно созданной All Media Network, LLC, сохраняя при этом право собственности и обслуживания содержания баз данных.

## История
Компания была основана в городе Биг Рапидс, штат Мичиган, в 1990 году. Поначалу она занималась сбором информации о музыкантах и их произведениях для сайта All Music Guide, но в 1994 году компания запустила новый проект — онлайн базу фильмов под названием All Movie Guide. В 1998 году также была представлена информационная база о компьютерных играх, получившая название All Game Guide. В 1999 году компания переехала в Энн-Арбор, штат Мичиган, где были лучшие условия для поиска новых работников.
С этого момента на должность редактора All Music Guide назначается корреспондент Марк Деминг.
6 ноября 2007 года Калифорнийская компания Macrovision (сейчас Rovi Corporation) сообщила о покупке всех проектов пакета All Media Guide, в том числе AllMovie, AllMusic и AllGame.
В течение некоторого времени с 2011 по 2013 год все проекты компании контролировались посредством серверов Rovi, а доступ к информационным базам предоставлялся через сайт AllRovi.com, но после покупки проекта компанией All Media Network, LLC, сайт AllRovi прекратил свою работу, а вместо него был запущен новый — AllMediaNetwork.com.

## Бизнес-модель
All Media Network представляет собой большую базу метаданных о кино, музыке, видеоиграх и телевизионных шоу, размещённую в интернете для бытового использования. Статьи на сайтах компании включают в себя информацию об оценках и рейтингах произведений, биографиях актёров и музыкантов, а также предоставляют ссылки на покупку медиа-материалов в популярных интернет магазинах, или же онлайн-просмотр, если это возможно. Компания имеет тесную связь с iTunes и Spotify, предоставляя им информацию для наполнения страниц исполнителей.

## Продукты

### AllMusic
Онлайн база данных, которая обеспечивает доступ к информации о музыкальных жанрах, музыкантах и группах, а также о датах выхода альбомов. На сайте представлены профессиональные рецензии дискографических описаний, биографических очерков о композиторах и исполнителях, кратких реферативных обзоров музыкальных сочинений. Авторы этих рецензий — профессиональные музыковеды и критики общим числом более 900 человек. Allmusic является обладателем крупнейшего музыкального архива, включающего около шести миллионов композиций и крупнейшей библиотекой обложек музыкальных альбомов с более чем 500 тыс. изображений.

### AllMovie
Онлайн база данных, вступившая в работу в 1994 году, обеспечивающая доступ к информации о кинозвёздах, фильмах и телесериалах. На сайте представлены профессиональные рецензии фильмов и телесериалов, а также информация о выпуске продуктов на DVD и Blu-ray. Сайт имеет двойную систему оценок, базирующуюся на оценках как профессиональных критиков, так и простых посетителей.

### AllGame
Информационная база данных о компьютерных играх для различных платформ и компаниях-разработчиках. Предоставляет информацию о датах выхода игр и об особенностях их геймплея. На сайте представлены профессиональные рецензии, а также рейтинг игр на основе оценок редакторов сайта. Ресурс имеет обновляемый список «игровых новинок» из индустрии интерактивных развлечений. 12 декабря 2014 года сайт Allgame был закрыт.

### SideReel
Сайт, запущенный в апреле 2007 года, позволяющий пользователям смотреть онлайн телевизионные шоу, а также следить за выходом новых эпизодов. На проекте представлена возможность оставлять отзывы о телесериалах и вести обсуждения с другими участниками. На сайте регулярно публикуются новости о разнообразных телешоу, которые интересуют публику. Благодаря возможности соединения с Facebook, пользователи могут «лайкать» понравившиеся им телесериалы, а также делиться ссылками на них в своей ленте новостей.